# Championnat de France de hockey sur glace 1979-1980
Saison précédente Saison suivante
En hockey sur glace, en France, la saison 1979-1980 est la 59e saison du championnat de France. Le championnat élite porte le nom de Nationale A et est la première édition à trois arbitres.

## Nationale A

### Équipes engagées
Elles sont au nombre de 10 :
- Tours
- Chamonix
- Gap
- Grenoble
- Saint-Gervais
- Villard-de-Lans
- Caen
- Megève
- Viry-Châtillon
- Français Volants de Paris

### Première phase

#### Classement
Toutes les équipes se rencontrent sur un aller-retour. Les résultats définissent la constitution des poules lors de la deuxième phase.
|     | Club            | J  | Pts | V  | N | D  | BP  | BC  | Diff |
| --- | --------------- | -- | --- | -- | - | -- | --- | --- | ---- |
| 1er | Tours           | 18 | 30  | 14 | 2 | 2  | 139 | 88  | +51  |
| 2e  | Chamonix        | 18 | 26  | 13 | 0 | 5  | 112 | 86  | +26  |
| 3e  | Gap             | 18 | 19  | 8  | 3 | 7  | 89  | 80  | +9   |
| 4e  | Grenoble        | 18 | 19  | 9  | 1 | 8  | 92  | 94  | -2   |
| 5e  | Saint-Gervais   | 18 | 18  | 8  | 2 | 8  | 102 | 93  | +9   |
| 6e  | Caen            | 18 | 17  | 7  | 3 | 8  | 113 | 110 | +3   |
| 7e  | Megève          | 18 | 15  | 6  | 3 | 9  | 91  | 111 | -20  |
| 8e  | Viry-Châtillon  | 18 | 13  | 6  | 1 | 11 | 87  | 113 | -26  |
| 9e  | Villard-de-Lans | 18 | 12  | 5  | 2 | 11 | 82  | 102 | -20  |
| 10e | FV Paris        | 18 | 11  | 5  | 1 | 12 | 94  | 124 | -30  |

#### Meilleurs pointeurs
|     | Nom              | Pays | Club       | B  | A  | Pts |
| --- | ---------------- | ---- | ---------- | -- | -- | --- |
| 1er | Luc Tardif       |      | Chamonix   | 44 | 22 | 66  |
| 2e  | André Peloffy    |      | Tours      | 42 | 24 | 66  |
| 3e  | Marc Audisio     |      | Caen       | 36 | 19 | 55  |
| 4e  | Joe Fidler       |      | Tours      | 27 | 28 | 55  |
| 5e  | Guy Dupuis       |      | Villard    | 34 | 19 | 53  |
| 6e  | Normand Pépin    |      | Megève     | 31 | 20 | 51  |
| 7e  | Richard Peterson |      | FV Paris   | 21 | 25 | 46  |
| 8e  | Bernard Le Blond |      | Grenoble   | 31 | 13 | 44  |
| 9e  | Marc Demolliens  |      | FV Paris   | 27 | 17 | 44  |
|     | Alex Dick        |      | St-Gervais | 27 | 17 | 44  |

### Deuxième phase
2 poules sont constituées :
- une poule finale regroupant les 6 meilleures équipes de la phase préliminaire, qui se rencontrent à nouveau en aller-retour. Les points de la première phase sont conservés mais ne comptent que pour la moitié de ceux obtenus en phase finale (quatre points pour une victoire et deux pour un match nul). L'équipe première au classement final est championne de France.
- une poule de promotion/relégation regroupant les 4 équipes restantes avec 2 équipes provenant de Nationale B et se rencontrant en aller-retour. Les 2 dernières équipes du classement finales étant reléguées en Nationale B.

#### Poule Finale
|     | Club          | J  | Pts | V | N | D | BP  | BC | Diff |
| --- | ------------- | -- | --- | - | - | - | --- | -- | ---- |
| 1er | Tours         | 10 | 68  | 9 | 1 | 0 | 103 | 49 | +54  |
| 2e  | Chamonix      | 10 | 52  | 6 | 1 | 3 | 62  | 57 | +5   |
| 3e  | Saint-Gervais | 10 | 42  | 6 | 0 | 4 | 68  | 70 | -2   |
| 4e  | Gap           | 10 | 35  | 4 | 0 | 6 | 36  | 48 | -12  |
| 5e  | Grenoble      | 10 | 29  | 2 | 1 | 7 | 57  | 80 | -23  |
| 6e  | Caen          | 10 | 23  | 1 | 1 | 8 | 54  | 76 | -22  |

#### Poule de Promotion/Relégation
|   | Club            | J  | Pts | V | N | D  | BP | BC | Diff |
| - | --------------- | -- | --- | - | - | -- | -- | -- | ---- |
| 1 | Megève          | 10 | 16  | 6 | 0 | 4  | 50 | 42 | +8   |
| 2 | Viry-Châtillon  | 10 | 14  | 5 | 2 | 3  | 51 | 51 | 0    |
| 3 | Lyon            | 10 | 13  | 6 | 1 | 3  | 49 | 37 | +12  |
| 4 | Villard-de-Lans | 10 | 13  | 6 | 1 | 3  | 59 | 35 | +24  |
| 5 | FV Paris        | 10 | 10  | 5 | 0 | 5  | 53 | 54 | -1   |
| 6 | Briançon        | 10 | 0   | 0 | 0 | 10 | 35 | 78 | -43  |

N.B. : En vertu du classement de la première phase, Megève a commencé avec deux points de bonus et Viry avec un.
Les Français volants redescendent en nationale B, remplacés par Lyon.

### Bilan de la saison
1er titre pour Tours et pour un club de "plaine", ni parisien, ni lyonnais.
- Meilleur joueur français : Bernard Le Blond (Grenoble).
- Meilleur gardien : Bernard Deschamps (Chamonix).
- Trophée du fair-play : Gap.
- Meilleur arbitre : Marcel Guadaloppa.

#### Effectif champion
| Vainqueurs de la Nationale A Mammouths de Tours, | Joueurs : Frédéric Maletroit, Joe Fiedler, Pascal Del Monaco (C), Patrick Sawyerr, Guy Galliay, Charles Thillien, Jean-Paul Sandillon, Patrick Partouche, Alain Blanchet, Patrick Aldrich, Franck Fasilleau, Philippe Quinsac, Jean-Yves Decock, Gilles De Saint-Germain, André Peloffy, John Stinco, Bernard Bonnarme, Yvon Bourgaut, Christophe Pasquier, Philippe Decock Entraîneur : Adolf Sprincl |

## Nationale B
Amiens est champion de France de Nationale B.

## lien externe
- Bilan de la saison sur hockeyarchives.info